# Lasse Lavrsen
Lasse Lavrsen (* 10. Januar 1963 in Hvidovre) ist ein dänischer Curler und Trainer.
Sein internationales Debüt hatte Lavrsen im Jahr 1980 bei der 
Curling-Juniorenweltmeisterschaft in Kitchener, er blieb jedoch ohne Medaille. 1997 gewann er mit der Silbermedaille bei der EM in Füssen seine erste Medaille. 
Lavrsen spielte für Dänemark bei den Olympischen Winterspielen 2002 in Salt Lake City als Third. Die Mannschaft schloss das Turnier auf dem siebten Platz ab. 
Von 2006 bis 2007 und von 2010 bis 2013 trainierte er die dänische Frauennationalmannschaft. Größter Erfolg war die Bronzemedaille bei der Europameisterschaft 2007 mit Skip Lene Nielsen.

## Erfolge als Spieler
- 2. Platz Europameisterschaft 1997, 1999, 2000
- 3. Platz Europameisterschaft 2003